# إريك بيشوف
إريك ارون بيشوف (بالإنجليزية: Eric Aaron Bischoff) (ولد 27 مايو، 1956). هو رجل أعمال أمريكي وكاتب سيناريوهات في مصارعة المحترفين ومنتج تلفزيوني وشخصية على الشاشة. يعرف أكثر من خلال عمله كمنتج تنفيذي ولاحقًا كرئيس لمنظمة ورلد تشامبيونشيب ريسلينغ (دبليو سي دبليو) ولاحقا، كمدير عام في دبليو دبليو إي لقسم دبليو دبليو إي راو.
يملك بيشوف خبرة في التايكوندو أهلته أن يلعب بشكل متباعد في حلبة المصارعة حيث كان بطل بطولة دبليو سي دبليو هاركور. كتب بيشوف سيرته الذاتية في كتاب بعنوان الجدل يصنع النقد أصدر عام 2006 تحت مظلة دبليو دبليو إي كتب.

## المسيرة في مصارعة المحترفين

### أميريكان ريسلينغ أسوسيايشن
بدأ بيشوف العمل لدى اتحاد أميركان ريسلينغ أسوسيايشن (إيه دبليو إيه) الذي يملكه فيرن جانيه كمذيع يجري حورات حتى تم إغلاق الاتحاد عام 1991. حيث جاء كبديل ل لاري نيلسون الذي كان هو المذيع. ولكن وبسبب اعتقاله من الشرطة بسبب قيادته تحت تأثير الكحول، قام فيرن جانيه وأبنه جريج جانيه بترشيح بيشوف (الذي لم يقف يوما أمام الكاميرا) ليأخذ مكان نيلسون. اعتقد بيشوف أن السبب في ترشيحه يعود إلى قربه من مكان الحدث، غير أن الحقيقة أنه أصبح مذيعا نظرا لأنه كان يرتدي البذلة الرسمية وربطة العنق.
في عام 1990، تقدم بيشوف بطلب لدى فينس مكمان أن يوظفه كمعلق تلفيزيوني، غير أن مكمان رفض الطلب.

### وورلد تشامبيونشيب رسيلنغ (دبليو سي دبليو) (1991-2001)
انضم بيشوف إلى منظمة ورلد تشامبيونشيب ريسلينغ (دبليو سي دبليو) كمعلق. حيث ظهر للمرة الأولى في حدث ذا غريت أميركان باش عام 1991.
وأثناء وجوده كمذيع، ذهب بيشوف إلى بيل شو ورئيس الدبليو سي دبليو بوب دوي لطلب وظيفة المنتج التنفيذي.وأثناء ذلك الوقت، بدا وكأن جيم روس وتوني شيفاني من كبار المرشحين لوظيفة المنتج التنفيذي. ولكن ومع ذلك، استطاع بيشوف أن يفوز بالوظيفة.
بعد ذلك، ترك جيم روس منظمة دبليو سي دبليو واتجه إلى المنظمة المنافس وورلد ريسلينغ فيدرايشن (دبليو دبليو إف). بعدها، عمل بيشوف مع بوب دوي كشركاء، ولكنهما كانا كثيرا ما يتعاركان حول اتجاه المنظمة.
في عام 1994، أعلن بيل شو أنه رقى بيشوف من وظيفة المنتج التنفيذي إلى وظيفة نائب الرئيس التنفيذي. بعدها، أقنع بيشوف منتجي تيرنر بالتنافس مع منظمة دبليو دبليو إف. وبعد الموافقة، تم تخصيص ميزانية لبيشوف من اجل استغلالها في ضم أسماء كبيرة مثل هولك هوغان، راندي سافج، وغيرهم. كما استثمر في الإنتاج، وزود الأحداث الشهرية من 7 أحداث شهرية في السنة، ثم 10، إلى مرة في الشهر.

#### مونداي نايترو
خلال جلسة في مركز سي إن إن في عام 1995، سأل مالك منظمة دبليو سي دبليو تد تيرنر بيشوف عن إمكانية المنافسة مع منظمة وورلد ريسلينغ فيدرايشن. وأجاب بيشوف بأنه فوجئ من هذه الرغبة من تيرنر حيث كان العرض الذي يبث من دبليو سي دبليو اسمه دبليو سي دبليو ساتردي نايت الذي كان يبث ليلة السبت في الساعة 6:05 بعد الظهر (بتوقيت شرق الولايات المتحدة). وكان ذلك العرض تقارب ميزانية إنتاجه ميزانية إنتاج راو. وقال بيشوف انه بسبب هذا، لم تكن هناك منافسة مباشرة بين دبليو سي دبليو وراو. وأبلغه إمكانية المنافسة، ووافق تيرنر وأعطى بيشوف ساعة واحدة أسبوعيا لبث دبليو سي دبليو مونداي نايترو كل يوم اثنين على قناة تي ان تي في عام 1996. وبسبب النجاح الذي تحقق، تم إعطاء نايترو ساعتين وثلاث ساعات في عام 1998.
قام بيشوف بتصميم وإنتاج العرض الجديد المسمى دبليو سي دبليو مونداي نايترو. وعرضت المنظمة نفسها كبديل جديد لمنظمة وورلد ريسلينغ فيدرايشن. وذكر بيشوف انه يريد أن يتوجه إلى جمهور من مختلف الأعمار. وفي حين أن الحلقات الجديدة من راو كانت مسجلة قبل بثها بأسابيع، كان نايترو يبث على الهواء مباشرة كل أسبوع. حيث كان بيشوف يعطي تقديرات راو للمشاهدين لحثهم على مشاهدة عرضه نايترو بدلا من راو. وكان يستهزئ بمنظمة وورلد ريسلينغ فيدرايشن ويسميه وورلد ويهننغ فيدرايشن. وفي كتابه («الجدل يصنع النقد»)، وصف بيشوف نايترو بالبديل الممتاز لراو. حيث أن راو كانت توجه للمشاهدين الصغار، بينما نايترو كان موجها للمشاهدين من 18-35. كما كانت تجري في راو مباريات تنتهي بسرعة، بينما نايترو كان يعرض بانتظام مباريات عادية تكون نتيجتها في الأحداث الشهرية.
ولأن قناة تي ان تي ومنظمة دبليو سي دبليو كلاهما جزء من شركة تيرنر، كان بيشوف قادرا على بث نايترو قبل بث راو بدقائق عدة. فضلا إعادة البث في وقت متأخر من الليل حتى يستطيع المشاهدون الذين اختارو أن يشاهدو راو مشاهدة نايترو. ومع تدفق أموال جديدة، بدأ بيشوف في ضم مصارعين من جميع أنحاء العالم، بما في ذلك من منظمات كـ نيو جابان برو ريسلينغ، وأول جابان برو ريسلينغ، وإكستريم تشامبيونشيب ريسلينغ.
على الرغم من أن معظم المتابعين توقعوا فشل نايترو، إلا أن البرنامج حقق نجاحا باهرا. وظهر ما تعارف عليه جمهور المصارعة بـ«حروب ليلة الاثنين». كما فاز نايترو على راو في في أول أسبوع من المنافسة. كما فاز نايترو إحدى عشر مرة على رو في نهاية عام 1995. بعدها بدأت شعبية المصارعة تنمو ببطء ولكن بثبات خلال هذه الفترة، حيث زادتها المنافسة المباشرة التي جرت بين راو ونايترو.

#### إن دبليو أو
في عام 1996، نجح بيشوف في ضم المصارع سكوت هول الذي كان يعرف بـ «رايزر رامون» من منظمة وورلد ريسلينغ فيدرايشن. حيث كان أول ظهور له على نايترو مفاجئا. وبعد أسبوعين، انضم كيفن ناش المعروف باسم «ديزل»، ليشكل فريقا مع صديقه هول يعرف باسم ذا أوت سايدر. حيث تم تصوير انضمام هول وناش إلى المنظمة بأنه غزو من منظمة وورلد ريسلينغ فيدرايشن. ولتجنب اتخاذ إجراءات قانونية من قبل وورلد ريسلينغ فيدرايشن، أجرى بيشوف مقابلة في حدث ذا غريت أميركان باش وسألهما عن ما إذا كانا يعملان لمنظمة دبليو دبليو إف وكان الجواب من هول وناش بالنفي. ثم انضم هولك هوغان إلى فريق أوت سايدر، ليصبح الفريق معروفا باسم نيو ورلد أوردر «إن دبليو إو» في يوليو 1996.
كانت صورة فريق إن دبليو أو أنه منظمة منافس يريد الاستيلاء على منظمة دبليو سي دبليو. وبدأ السيناريو يزداد كبرًا وتقعيدًا كل أسبوع. حيث بدأ ما يعرف على الشاشة بقصة «إن دبليو أو ضد دبليو سي دبليو».
وبسبب قصة إن دبليو أو، أصبح منظمة ورلد تشامبيونشيب ريسلينغ المنظمة رقم واحد في الولايات المتحدة بدلا من منظمة ووورلد ريسلينغ فيدرايشن. حيث استطاع عرض نايترو أن يهزم راو في التقديرات لمدة 84 أسبوعا متتالية. وخلال تلك الحقبة، انتقل بيشوف من وظيفته كمعلق إلى دور مدير مع فريق إن دبليو أو. وتغيرت شخصيته التلفزيونية التي كانت دائما معلق طيب إلى دكتاتور. وعلى الرغم من الانتقادات الأولية التي كانت تقول أنه يحشر نفسه مع فريق إن دبليو أو، إلا أنه قد أثنى عليه نظرا لقدرته على استفزاز الجمهور حيث كان كثيرا ما يعلن حبه للجمهور حتى لو أنهم هتفوا ضده. حيث كان يتصرف وكأنه يحبونه. وهي الطريقة التي كانت دائما ما تسبب غضب الجماهير بشكل أكثر. ظهر بيشوف في برامج تلفزيونية مثل برنامج أرلس على قناة إتش بي أو، وبرنامج ذا تونايت شو مع جاي لينو.

#### أفول شمس دبليو سي دبليو
في عام 1996، أشترت شركة تايم وارنر شركة تيرنر للبث. وشيئا فشيئا، ضيق الملاك الجدد الخناق على بيشوف. حيث لم يسمحوا له أن يعمل كما عمل في عهد تيرنر. بعدها، دعا بيشوف إلى عقد اجتماع من قبل الأفراد الذين يمثلون معايير تايم وورنر في الدائرة والممارسات، ومبيعات الإعلانات. ومن خلال هذا الاجتماع، أمر بيشوف أن تتغير صورة دبليو سي دبليو إلى صورة صديقة للأسرة. حيث كان دبليو سي دبليو في بداياته غير محافظ. غير أنه اعترض على الاتجاه الجديد واستقال في نهاية المطاف وعاد مرة أخرى عندما فقد الدعم.
أدى التحول القسري في برمجة دبليو سي دبليو وظهور عرض جديد اسمه دبليو سي دبليو ثاندر وإضافة إلى ساعة ثالثة إلى نايترو، أدى إلى ضغط كبير على موارد بيشوف وموظفي دبليو سي دبليو إلى تزايد شعبية منظمة وورلد ريسلينغ فيدرايشن. وقيام عرض راو بهزيمة نايترو في حروب ليلة الاثنين أسبوعًا بعد أسبوعًا. وبحلول يناير 1999، كانت صورة دبليو سي دبليو قد تغيرت تماما. ووفقا لكتاب بيشوف «الجدل يصنع النقد»، بدأت دائرة الممارسات والإدارات والإعلان بتطبيق قيود ثقيلة على قسم السيناريو في دبليو سي دبليو حيث كان ينوي الرحيل إلا أنه بقي بدلا من ذلك.
اختفى بيشوف من التلفزيون. وبدأ يحول اهتمامه إلى مشاريع أخرى غير دبليو سي دبليو. حيث أسس مع جيسون هيرفي شركة بيشوف-هيرفي بروداكشن. وعاد بعدها من التوقف في أبريل 1999. وقال أنه حاول دون جدوى أن ينشر اسم نايترو خارج المصارعة بافتتاحه مطعم يدعى ذا نايترو غريل في لاس فيغاس (أغلق في أقل من سنة).
كما حاول بيشوف أن يجلب مغنين إلى العرض مثل كيس، وماستير بي، وتشاد بروك، ومغدث في محاولة لإشهار نايترو. غير أن هذه الطريقة لم تنجح في التأثير على التقديرات التي ظلت كما هي.

##### الاستبدال
في 10 سبتمبر، 1999، أعفي بيشوف من منصبه بشكل مفاجئ قبل رئيس قناة تي بي إس هارفي شيلر. وتم إلغاء منصب «رئيس دبليو سي دبليو». كما تم استبدال إريك ب بيل بوسكه، الذي عين في منصب نائب الرئيس. ولم تذكر قصة الإعفاء في التلفزيون، ولكن ذكرت في موقعهم الإلكتروني.
وبعد أقل من ستة أشهر تم إعفاء بيل بوسكه من منصبه. وفقا لكتاب «الجدل يصنع النقد» كان بوسكه رجل ليست لديه فكرة في كيفية تشغيل منظمة لمصارعة. حيث بدأت التقديرات التي كانت في عهد بيشوف مرتفعة، بدت منخفضة. وأدى انخفاضها إلى أدنى مستوياته في إحراج المنظمة. وتم استبدال بوسكه على ب براد سيجل. الذي طلب من بيشوف أن ينقذ المنظمة. بعد ذلك، عاد بيشوف لفترة وجيزة في أبريل 2000، ولم يكن في منصب «رئيس دبليو سي دبليو» وأنما كان في منصب مدير الأحداث والتليفزيون. وبدا بيشوف غير راضي عن كتابات فينس روسو (التي وصفها بيشوف لاحقا بأنها «مظلمة، وسطحية»). ولكن رغم ذلك عمل بيشوف مع روسو من أجل إنقاذ ما يمكن إنقاذه. غير أن بيشوف ترك منصبه بهدوء بعد ستة أسابيع من حدث باش ات بيتش 2000. حيث أصبح فينس روسو المسيطر على المباريات ومباريات الأحداث الشهرية.

#### محاولة شراء دبليو سي دبليو
عندما كانت شركة تيرنر تملك دبليو سي دبليو، كانت دائما تصنف دبليو سي دبليو على أنه رياضة. ولكن تحت مظلة شركة تايم وورنر، كان قسم الترفيه هو الذي يشرف على دبليو سي دبليو. بعدها، بدأت تايم وورنر تكره وجود برنامج للمصارعة على قنواتها. ورأوا أنها «ثقافة منخفضة» كما كان دبليو سي دبليو يخسر ما بين 12-17 مليون دولار في السنة. وحاولت الشركة أن تلغي برنامج المصارعة. ولكنهم لم يتمكنوا من القيام بذلك بسبب تيد تيرنر الماك السابق. الذي كان وفيا لدبليو سي دبليو بغض النظر عما إذا كان ستسبب في خسائر مالية والذي كان ساعد تيرنر في إنشاء أول محطة تلفزيونية له قناة تي بي إس.
بعد ذلك، قامت الشركة الجديدة بعرض دبليو سي دبليو للبيع في مزاد. حيث كانوا يعتبرونه استنزافا لا لزوم له. وعرض بيشوف أن يشتري المنظمة. وعلى الرغم من ذلك رفضت الشركة البيع. وفي أواخر عام 2000، أدت المشاكل التي واجهت دبليو سي دبليو إلى قبول عرض بيشوف. غير أن بيشوف سحب عرضه لفترة وجيزة عندما عرضت منظمة وورلد ريسلينغ فيدرايشن (دبليو دبليو إف) شراء منظمة وورلد تشامبيونشيب ريسلينغ.
ثم ألغيت جميع برامج دبليو سي دبليو من شبكاتهم التلفزيونية. ومع عدم قناة تنقل العرض على الهواء قال بيشوف: «إنه لا داعي لنا للقيام بالصفقة في ظل هذه الظروف». ووفقا لسيرته الذاتية، كشف بيشوف أن قنوات هيئة الإذاعة الوطنية (إن بي سي) وفوكس كانتا ترغبان في شراء دبليو سي دبليو وبثه على قنواتهم. وتم شراء الشركة من قبل دبليو دبليو إف بسعر أقل بكثير (حوالي 3.5 مليون دولار) عما كان قد عرض في مارس 2001.

### دبليو دبليو إي (2002-2007)

#### مدير عام راو (2002-2005)
انضم بيشوف إلى وورلد ريسلينغ إنترتاينمينت (دبليو دبليو إي) عام 2002 حيث أصبح مدير عام قسم دبليو دبليو إي راو. وعلى الرغم من دوره على الشاشة، إلا أنه كان يمرر الأفكار للفريق الإبداعي في دبليو دبليو إي. أدى ظهوره الأول في راو إلى إعادة بعث دوره الشرير الشهير في منظمة دبليو سي دبليو مع فريق إن دبليو أو. كما قال في ظهوره الأول في راو أنه هو سبب نجاح الدبليو دبليو إي لأنه كان رئيسًا لمنظمة دبليو سي دبليو وصاحب فكرة فريق إن دبليو أو. خلال عهده كمدير لقسم راو، اخترع مباراة «راو روليت» ومباراة «إليمينيشن تشامبر». بالإضافة إلى بدئه لعداوات مع ستون كولد ستيف أوستن، وجون سينا، ومدير عام دبليو دبليو إي سماكداون! ستيفاني مكماهون، ومالك منظمة إكستريم تشامبيونشيب ريسلينغ (إي سي دبليو) السابق بول هيمان. في حدث تابو تيوزداي 2004، أُجبر بيشوف على حلاقة شعر رأسه بعد أن فشل في هزيمة ابن أخيه (في محور القصة) يوجين. بعد حلاقة شعره، بدأ بيشوف يساعد المصارعين المحبوبين: راندي أورتن، وكريس جيريكو، وكريس بينويت. لاحقًا، أخذ بيشوف إجازة (سيناريو) من الدبليو دبليو إي حيث سمح لفريق أورتن بإدارة راو لمدة أربعة أسابيع.
تحول بيشوف إلى مكروه ثانيةً عندما حاول أن يجعل بطل الدبليو دبليو إي حينها المنتقل إلى راو في يونيو 2005 جون سينا يساعده للقضاء على منظمة إي سي دبليو. غير أنه أصطدم برفض سينا المشاركة في حربه. ونتيجة لهذا، أعلن بيشوف الحرب على سينا حيث وصفه بالمجرم الفطري وبدأ بجعل المصارعين أمثال كريس جيريكو وكريستان يواجهون سينا في مباريات على بطولة الدبليو دبليو إي. في نوفمبر 2005، بدأ بيشوف يتحالف مع كيرت أنغل في حربه ضد سينا. في حدث سورفايفور سيريس 2005، خسر بيشوف مباراة «مدير عام ضد مدير عام» التي كانت ضد مدير عام سماكداون! ثيودور لونغ عندما ساعد بوغي مان ثيودور لونغ. المباراة حدثت بعد عدة غزوات قامت بها راو في سماكداون! والعكس بالعكس.
في 5 ديسمبر، 2005، طرد بيشوف من منصبه كمدير عام لقسم راو عندما رماه فينس مكمان في شاحنة قمامة بعد أن حاكمه على أفعاله سيئة الصيت وقيدت الشاحنة إلى خارج الصالة. ثم قضى بيشوف بقية السنة وبداية العام 2006 في ـاليف كتابه «كونتروفيرسي كريتد كاش». بيشوف نفسه كان معارضًا لفكرة تأليف كتاب عن المصارعة حيث أعتبر الكتب التي تتحدث عن المصارعة بأنها «كلام فارغ».

#### مظاهر متقطعة والمغادرة (2006-2007)
في 25 سبتمبر، 2006، ظهر بيشوف للمرة الأولى على تلفزيون دبليو دبليو إي منذ طرده في أواخر 2005. حيث استدعاه جونثان كوتشمان إلى الحلبة حيث قام بالترويج لكتابه «كونتروفيرسي كريتد كاش» (بالإنجليزية: Controversy Creates Ca$h)(ردمك 1-4165-2729-X). وقام بإهانة (محور قصة تم التخطيط لها) دبليو دبليو إي وفينس مكمان. حيث قال: «لولا مونداي نايترو لما كان هناك مونداي نايت راو.. ولولا فريق إن دبليو أو لما كان هناك فريق دي إكس.. ولولا إريك بيشوف لما كان هناك فينس مكمان» قبل أن ينقطع عنه صوت الميكروفون ويقوم رجال الأمن باصطحابه إلى خارج المبنى. بعدها بأيام، أجرى جون برادشو ليفيلد مقابلة من أربعة أجزاء مع بيشوف. حيث تناقشا عن الكتاب في موقع دبليو دبليو إي دوت كوم ومواضيع أخرى. مثل مشاعره الحقيقية تجاه ليكس لوغر، رأيه في مروج إي سي دبليو بول هيمان، وقراره بمنح سلطة كتابة المباريات لكيفن ناش، ورأيه في حروب ليلة الإثنين. كان كتاب بيشوف موجودا في قائمة أفضل الكتب مبيعا لصحيفة نيويورك تايمز.
اختير بيشوف حكمًا ضيفًا لمباراة فريق دي-جينرايشن إكس ضد فريق رايتد آر كي أو يوم الأحد في 5 نوفمبر، 2006 في حدث سايبر صنداي. حيث حصل على نسبة 60% من الأصوات. وفي المباراة سمح بيشوف لراندي أورتن وإيدج أن يتغلبا على دي إكس عن طريق الغش. وفي الليلة التالية في راو، أصبح بيشوف مديرًا عامًا لليلة واحدة فقط. حيث أعاد المباريات التي لم تعجبه، وانتقم من ماريا وجعلها تواجه أوماغا بسبب شهادته ضده في المحكمة التي طرد فيها عام 2005، وأجبر جون سينا على ألا يلعب مباراة، ومنع فرقة دي إكس من الدخول إلى البناية. وفي نهاية البرنامج، تدخل فريق دي إكس في الحدث الرئيسي عندما حاول بيشوف أن يساعد إيدج وراندي أورتن على ربح مباراة بطولة الفرق الزوجية. حيث أجبر على أن يكون مهانا من قبل «بيغ ديك جونسون» انتقاما من بيشوف الذي جعلهما يخسران مباراتهما في الليلة السابقة.
في 5 مارس، 2007، ظهر بيشوف لفترة قصيرة في راو حيث وضح وجهة نظره لفينس مكمان في مباراة الأخير ضد دونالد ترامب في راسلمينيا 23. في 10 ديسمبر، 2007، عاد بيشوف إلى راو لمدة ليلة واحدة فقط وذلك في الذكرى الخامسة عشر لانطلاق مباريات قسم راو. وتكلم مع كريس جيريكو، قبل أن يضربه الأخير انتقاما من طرده عام 2005. وكان هذا آخر ظهور له على تلفزيون دبليو دبليو إي.

### توتال نونستوب أكشن ريسلينغ (2009-2014)
في أكتوبر، 2009، كشف بيشوف أن منظمة توتال نونستوب أكشن ريسلينغ أجرى مفاوضات معه ومع هولك هوغان. ظهر بيشوف مع هوغان في تي إن إيه إمباكت! في 4 يناير، 2010. حاليا، يظهر بيشوف في إمباكت! كل أسبوع كما أصبح المنتج التنفيذي وكاتب سيناريوهاتا للمباريات. بدأ بيشوف في إعادة شخصيته المكروهة وذلك عندما كان يتعامل مع جيف جاريت وميك فولي وأبيس. حكم بيشوف أول مباراة له في تي إن إيه وذلك في حدث اغينتس أول أودز عندما ساعد المتحدي ساموا جو على ضرب بطل بطولة تي إن إيه العالمية للوزن الثقيل إيه جاي ستايلز. أثناء المباراة، دفع بيشوف مدير ستايلز ريك فلير وجعل ستايلز يحتفظ بالبطولة. في 15 مارس، في حلقة إمباكت!، حاول بيشوف أن يحلق شعر ميك فولي عقابا له لأنه حاول أن يساعد جيف جاريت جاريت في مباراة هاندي كاب جرت قبلها بأسبوع، غير أنه حلق شعر رأسه عندما قلب فولي الطاولة عليه. في حدث لوكداون، أصبح بيشوف محبوبًا عندما ساعد فريق هوغان على هزيمة فريق فلير في مباراة لوك داون ماتش.

## مسيرة الإنتاج
بيشوف، وبالتعاون مع الممثل جيسون هيرفي، يدير ويمتلك شركة الإنتاج الخاصة به واسمها بيشوف-هيرفي بروداكشنز والتي تنتج برامج الواقع التلفزيونية. أنتجت الشركة أعمالًا مثل: ألايف غرلز غون وايلد عن طريق الدفع مقابل المشاهدة من فلوريدا عام 2003. كما كانا مديرين تنفيذيين لبرامج الواقع سكوت بايو... إز 45 أند سنغل (باللغة الإنجليزية: Scott Baio Is 45...and Single)، وكونفاشنز أوف تين آيدول (بالإنجليزية: Confessions of a Teen Idol) اللذان عرضا على قناة في إتش 1 ومسلسل بيلي راي سايرس... هوم أت لاست (بالإنجليزية: Billy Ray Cyrus...Home At Last). كما أنتجت شركة بيشوف-هيرفي بروداكشنز برنامج الواقع الذي يدور حول مصارعة المحترفين هولك هوغن سيلبرتي تشامبيونشيب ريسلينغ (بالإنجليزية: Hulk Hogan's Celebrity Championship Wrestling) وهو يدور عن عشرة مشاهير يحاولون دخول عالم مصارعة المحترفين مع إقصاء واحد كل اسبوع عن طريق التصويت حيث ظهر بيشوف بنفسه كحكم. في نوفمبر 2009، ساهم بيشوف في إنتاج جولة هولكمانيا في أستراليا وهي جولة لمصارعة المحترفين يقودها هولك هوغن. بيشوف له برنامج يتم التحضير له مع قناة فوود نيتوورك يدعى «فوود فايت» حيث يقوم مصارعون محترفون بمواجهة طهاة مشهورين في الطبخ ثم التعاون معهم للعب مباريات فرق ثنائية.
بيشوف كان يتولى منصب المدير التنفيذي لمنظمة توتال نونستوب أكشن ريسلينغ (تي إن إيه).

## الحياة الشخصية
قبل دخول في مجال مصارعة المحترفين، عمل بيشوف في عدة مهن. حيث كان يمتلك شركة بناء ناجحة للطبيعة، وعمل كمساعد بيطري، وتنافس كلاعب كيك بوكسينغ محترف، وأدار متجر جزار حيث باع اللحوم عن طريق التسليم بالشاحنة. هولك هوغان أشار لهذا أثناء حديثه كمكروه في نهاية حدث باش أت بيتش 1996 الذي أقيم في دايتونا بيتش، فلوريدا قائلًا: «إذا لم تكن لهوغان، فإن إريك بيشوف كان سيبيع اللحوم من شاحنة في مينيابوليس».
اليوم، يعيش بيشوف في كودي، وايومنغ مع زوجته منذ 25 عامًا، لوري، وطفليه، ابنه جاريت (ولد في 20 أبريل، 1984) وابنته مونتانا (ولد في نوفمبر، 1985). ابنه جاريت ظهر لأول مرة في مصارعة تي إن إيه، تحت اسم جيمس جاكسون في 7 نوفمبر، 2010 كحكم في حدث ترننغ بوينت 2010، قبل أن يصبح في وقت لاحق مصارعًا تحت اسمه الحقيقي.
في 5 مايو، 2011، أعلن إريك بيشوف (عبر تويتر)، أنه أسس شركة تخيمر في مسقط رأسه. أطلق على أول مشروب بوفالو بيل كودي بير، مع عبارة «روح الغرب المتوحش» المرتبطة به.. إريك غرد أيضًا عن أنه كان يعمل في هذا المشروع لبضع سنوات.

## في المصارعة
- الحركة القاضية
  - روندهاوس كيك
  - سوبركيك
- حركات معروف بها
  - غولدن غايت سوينغ (حركة فيشرمان سوبليكس)
  - إنفرتيد سوبليكس سلام
  - سناب دي دي تي
  - لكمات وركلات تايكوندو
- مدراء
  - ميس إليزابيث
- مصارعون أدراهم
  - هوليوود هوغان
  - ذا نيو بلود
  - إن دبليو أو
  - كيرت أنغل
  - كريس جيريكو
  - ثري مينتيس وارننغ
- ألقاب
  - إيزي «إي»
- أغنية الدخول
  - «روكهاوس» بواسطة ج.هارت وجي.هيلم (استخدمها عندما كان عضوا في فريق نيو وورلد أوردر) - 1996-1999
  - «وايذ تراين» بواسطة تيتو وتارانتولا (دبليو سي دبليو) - 1997-2000
  - «باك إن بلاك» بواسطة إيه سي/دي سي (دبليو دبليو إي) – 2002
  - «أم باك» بواسطة جيم جونسون (دبليو دبليو أي) - 2002-2007
  - «وايذ تراين ميكس» بواسطة دايل أوليفر (تي إن إيه) – 2010-حتى الآن

## بطولات وجوائز
- برو ريسلينغ إيلوستريتد
  - بي دبليو أي أقوى عداوة للسنة (1998) ضد فينس مكمان[30]
  - بي دبليو أي أقوى عداوة للسنة (2003) ضد ستيفاني مكمان[30]
- ورلد تشامبيونشيب ريسلينغ
  - بطولة دبليو سي دبليو هاردكور (مرة)[3]
- ريسلينغ أوبسيرفير نيوزلترز
  - أفضل شخص غير مصارع (2005)

## وصلات خارجية
- إريك بيشوف على موقع دبليو دبليو إي (الإنجليزية)
- إريك بيشوف على موقع WrestlingData.com (الإنجليزية)
- إريك بيشوف على موقع CageMatch worker (الإنجليزية)
- إريك بيشوف على موقع قاعدة بيانات المصارعة على الإنترنت (الإنجليزية)
- إريك بيشوف على موقع عالم المصارعة على الإنترنت (الإنجليزية)
- إريك بيشوف على موقع عالم المصارعة على الإنترنت (الإنجليزية)

- الموقع الرسمي|http://www.ericbischoff.com}}%5Bوصلة+مكسورة%5D
- إريك بيشوف في تي إن إيه
- إريك بيشوف على موقع IMDb (الإنجليزية)
- إريك بيشوف على موقع قاعدة بيانات الفيلم (الإنجليزية)